# Podocarpus guatemalensis
El  ciprecillo, pinotea, pinillo u ocotillo (Podocarpus guatemalensis) es una especie  de conífera de la familia Podocarpaceae. Es nativa de América.

## Descripción
Alcanza hasta 30 m de altura y 80 cm de diámetro; tiene copa estrecha, fuste recto, corteza pardo-rojiza, escamosa y ramas finas. Además, tiene hojas simples, alternas, lanceoladas, de 6-10 cm de largo y 1-1,5 cm de ancho, con su nervadura central compresa hacia la cuña de su base y angosta en el ápice, las hojas de ramas viejas son 1-2 cm más pequeñas de largo y de ancho. Las flores son dioicas (raramente monoicas), las masculinas solitarias o agrupadas en las axilas de las hojas, pedunculadas; las femeninas solitarias, axilares, pedunculadas. No se observan conos masculinos, los femeninos, cilíndricos, axilares, pedúnculo de 3 mm de longitud. Las semillas son elípticas, 6-9 mm de largo, 5 mm de ancho, con cresta cónica.

## Distribución y hábitat
Es endémica de Belice, Colombia, Costa Rica, El Salvador, Guatemala, Honduras, México, Panamá y Venezuela. Es la única especie nativa de tierras bajas y clima húmedo a muy húmedo, en altitudes entre 50-1.500 m s. n. m., y precipitación superior a 2.500 mm/año.

## Estado de conservación
Está amenazada por pérdida de hábitat. Incluida en la lista de plantas amenazadas y poco comunes de Costa Rica (IUCN, 1988). Se encuentra protegida en el Área de Conservación Osa (Estación Biológica Marenco) y Área de Conservación Guanacaste (Parque nacional Rincón de la Vieja).

## Galería

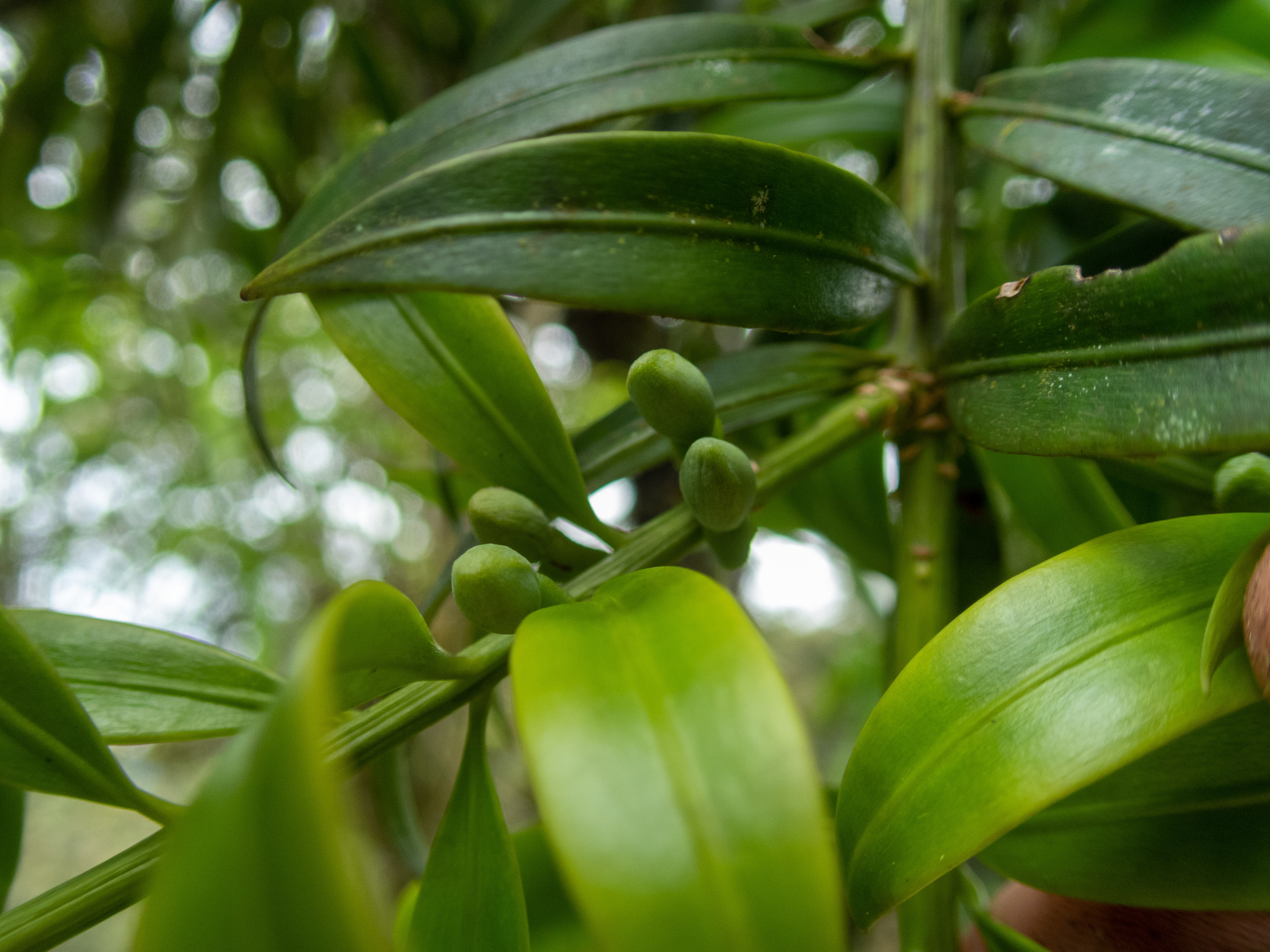
Capullos.
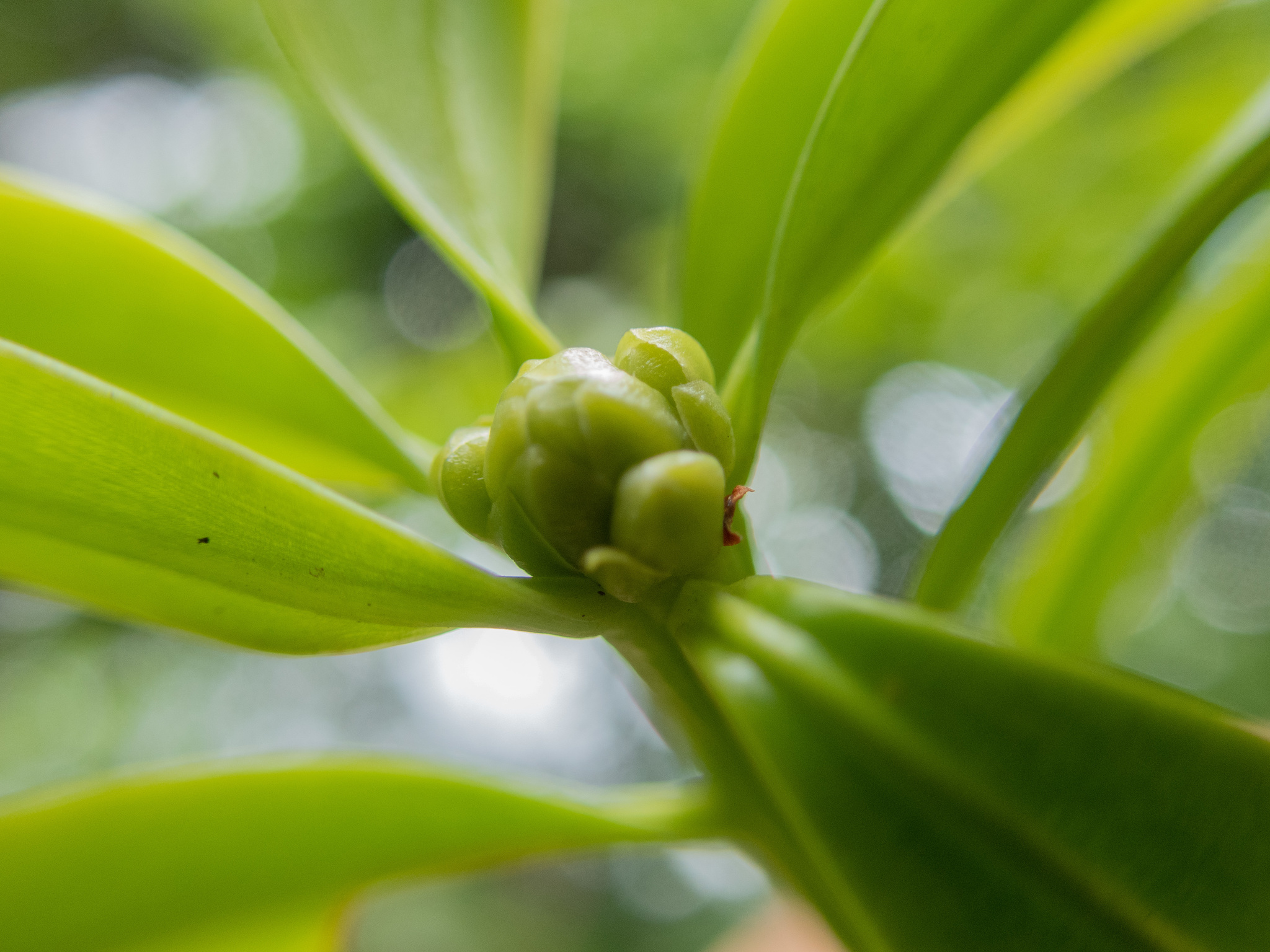
Flor.
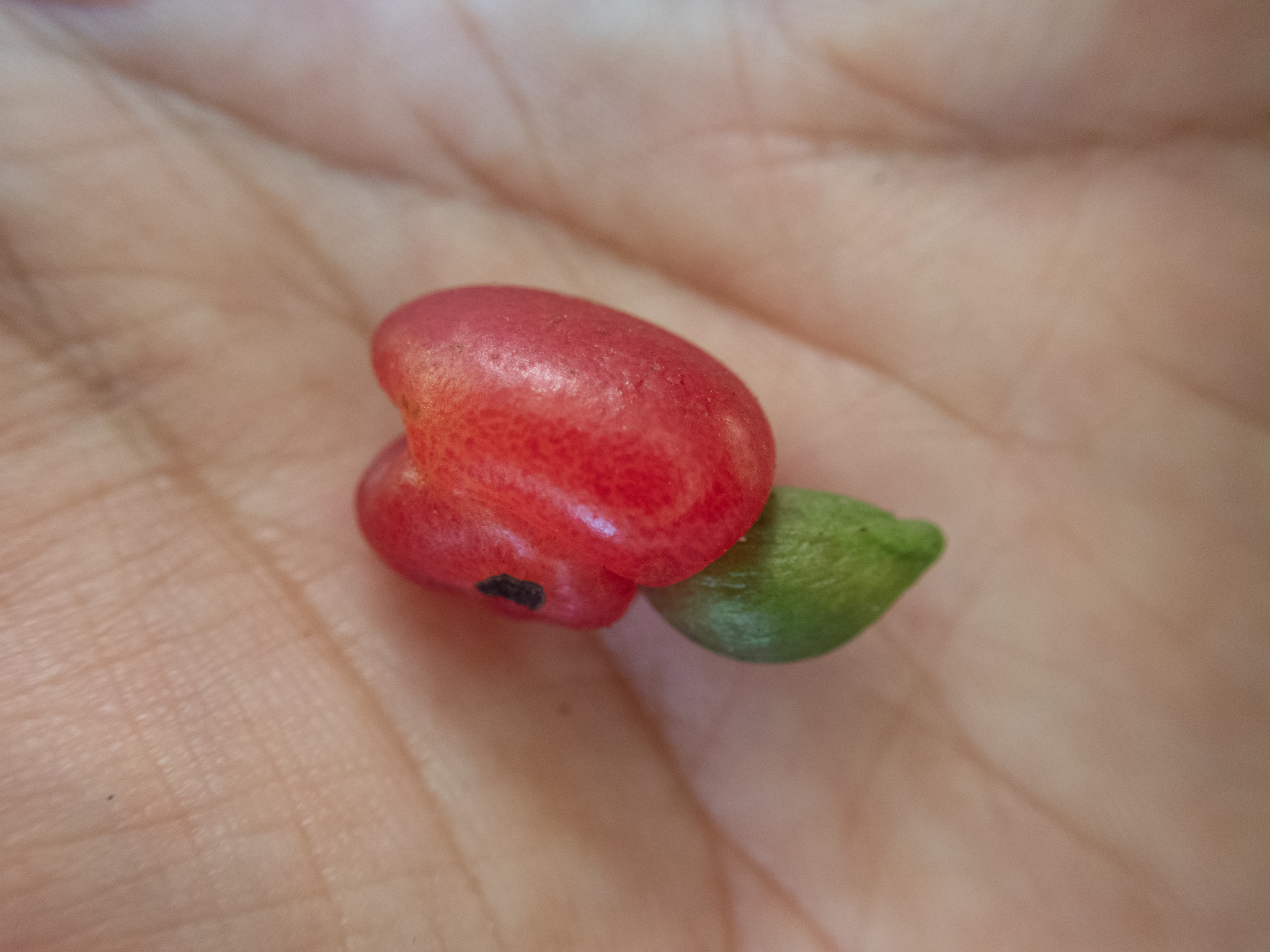
Fruto.
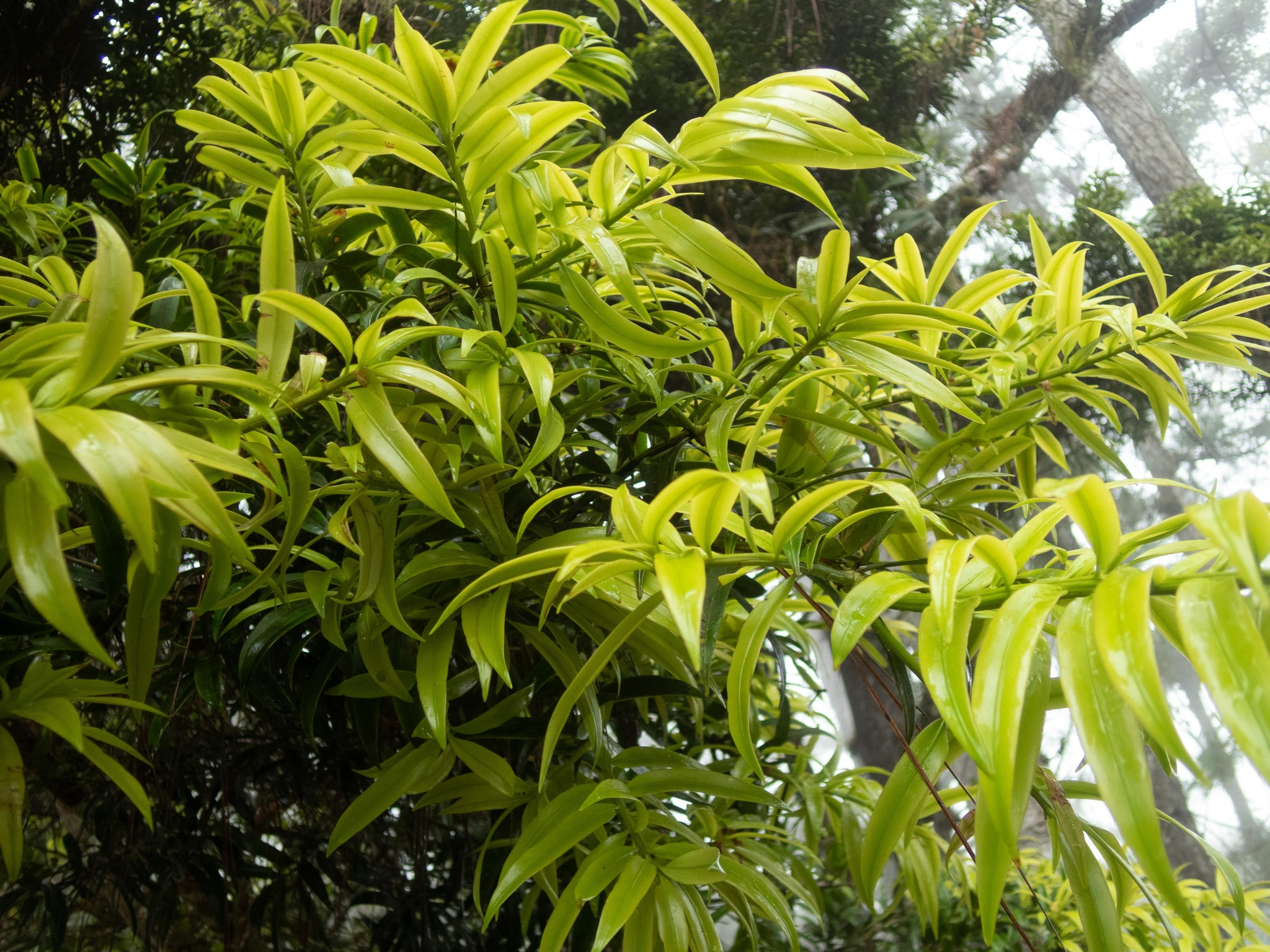
Hojas jóvenes.
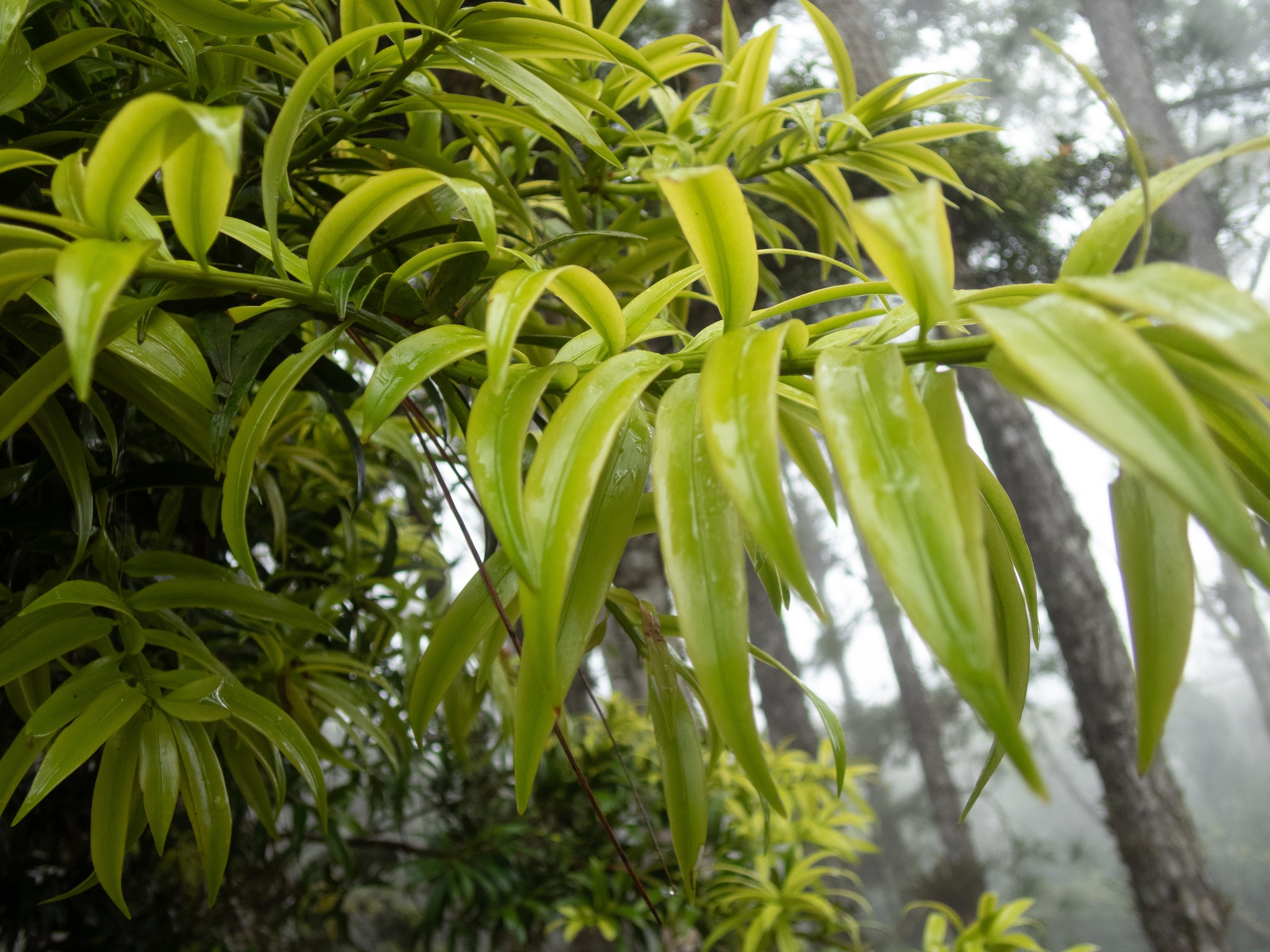
Follaje joven.